# Pont ferroviaire du Sud
Le pont de liaison ferroviaire (en hongrois : Összekötő vasúti híd /ˈøssɛkøtøː ˈvɒʃuːti ˈhiːd/) ou de façon informelle pont de liaison ferroviaire sud (Déli összekötő vasúti híd) est un pont de Budapest.

## Situation
Il franchit le Danube au nord de Csepel et relie le 9e au 11e arrondissement. Il est traversé par la liaison ferroviaire 1a. Depuis 1995, il est longé sur son flanc nord par le pont Rákóczi.

## Histoire
Construit de 1873 à 1877, il est le premier pont ferroviaire construit au-dessus du Danube en Hongrie. Détruit pendant la Seconde Guerre mondiale, il est reconstruit entre 1948 et 1953.